# راستی جوینر
راستی جوینر (انگلیسی: Rusty Joiner؛ زادهٔ ۱۱ دسامبر ۱۹۷۲) یک هنرپیشه اهل ایالات متحده آمریکا است.
از فیلمها یا برنامه‌های تلویزیونی که وی در آن نقش داشته‌است می‌توان به رزیدنت ایول: انقراض، داج بال: داستان یک بازنده واقعی و رفتار بد اشاره کرد.